# Сельсоветы и поссоветы Удмуртии
Сельсоветы и поссоветы — административные территории в составе районов Удмуртии.

## Описание
После распада СССР на территории Удмуртии были сохранены сельсоветы и до 2012 года сохранялись поссоветы.
Согласно Закону об административно-территориальному устройству:
- сельсовет — административная территория, которая своими границами охватывает один (несколько) сельский населённый пункт (сельских населённых пунктов) вместе с прилегающими к нему (ним) землями;
- поссовет — административная территория, которая своими границами охватывает один посёлок городского типа с прилегающими землями или один посёлок городского типа и сельские населённые пункты с прилегающими к ним землями.

С 2012 года посёлки городского типа на территории Удмуртии отсутствуют (преобразованы в сельские населённые пункты). Две административные территории, сохраняющие в официальном названии обозначение поссовет, являются, тем самым, сельсоветами.

## Список
Сокращения:
- МР — муниципальный район;
- ГП — городское поселение;
- СП — сельское поселение;
- с.н.п. — сельские населённые пункты
  - н.п. — населённый пункт без категоризации.

На территории Удмуртии 314 сельсоветов (светло-серым цветом цветом выделены сельсоветы, сохранившие в названии обозначение поссовет), которым до 2021 года на уровне организации местного самоуправления соответствовали 302 сельских поселения (до преобразования муниципальных районов в муниципальные округа).

### Существующие сельсоветы
| №   | Сельсовет            | Район            | Соответствие на уровне муниципального устройства (до 2021 года) | Комментарий                                                     |
| --- | -------------------- | ---------------- | --------------------------------------------------------------- | --------------------------------------------------------------- |
| 1   | Агрикольский         | Красногорский    | СП Агрикольское, Красногорское Красногорского МР                |                                                                 |
| 2   | Адамский             | Глазовский       | СП Адамское Глазовского МР                                      |                                                                 |
| 3   | Азаматовский         | Алнашский        | СП Азаматовское Алнашского МР                                   |                                                                 |
| 4   | Аксакшурский         | Малопургинский   | СП Аксакшурское Малопургинского МР                              |                                                                 |
| 5   | Алнашский            | Алнашский        | СП Алнашское Алнашского МР                                      |                                                                 |
| 6   | Андрейшурский        | Балезинский      | СП Андрейшурское Балезинского МР                                |                                                                 |
| 7   | Арзамасцевский       | Каракулинский    | СП Арзамасцевское Каракулинского МР                             |                                                                 |
| 8   | Армязьский           | Камбарский       | СП Армязьское Камбарского МР                                    |                                                                 |
| 9   | Архангельский        | Красногорский    | СП Архангельское Красногорского МР                              |                                                                 |
| 10  | Асановский           | Алнашский        | СП Асановское Алнашского МР                                     |                                                                 |
| 11  | Бабинский            | Завьяловский     | СП Бабинское Завьяловского МР                                   |                                                                 |
| 12  | Баграш-Бигринский    | Малопургинский   | СП Баграш-Бигринское Малопургинского МР                         |                                                                 |
| 13  | Байтеряковский       | Алнашский        | СП Байтеряковское Алнашского МР                                 |                                                                 |
| 14  | Балдеевский          | Кизнерский       | СП Балдеевское Кизнерского МР                                   |                                                                 |
| 15  | Балезинский          | Балезинский      | СП Балезинское Балезинского МР                                  | до 2012: поссовет                                               |
| 16  | Бачумовский          | Ярский           | СП Бачумовское Ярского МР                                       |                                                                 |
| 17  | Безменшурский        | Кизнерский       | СП Безменшурское Кизнерского МР                                 |                                                                 |
| 18  | Беляевский           | Игринский        | СП Беляевское Игринского МР                                     | до 2004: Сепожский                                              |
| 19  | Бемыжский            | Кизнерский       | СП Бемыжское Кизнерского МР                                     |                                                                 |
| 20  | Бобья-Учинский       | Малопургинский   | СП Бобья-Учинское Малопургинского МР                            |                                                                 |
| 21  | Болгуринский         | Воткинский       | СП Болгуринское Воткинского МР                                  |                                                                 |
| 22  | Большеварыжский      | Балезинский      | СП Большеварыжское Балезинского МР                              |                                                                 |
| 23  | Большеволковский     | Вавожский        | СП Большеволковское Вавожского МР                               |                                                                 |
| 24  | Большезетымский      | Дебёсский        | СП Большезетымское Дебёсского МР                                |                                                                 |
| 25  | Большекибьинский     | Можгинский       | СП Большекибьинское Можгинского МР                              |                                                                 |
| 26  | Большекиварский      | Воткинский       | СП Большекиварское Воткинского МР                               |                                                                 |
| 27  | Большеолыпский       | Кезский          | СП Большеолыпское Кезского МР                                   |                                                                 |
| 28  | Большеошворцинский   | Якшур-Бодьинский | СП Большеошворцинское Якшур-Бодьинского МР                      |                                                                 |
| 29  | Большепудгинский     | Можгинский       | СП Большепудгинское Можгинского МР                              |                                                                 |
| 30  | Большеселеговский    | Красногорский    | СП Селеговское Красногорского МР                                |                                                                 |
| 31  | Большеучинский       | Можгинский       | СП Большеучинское Можгинского МР                                |                                                                 |
| 32  | Борковский           | Камбарский       | СП Борковское Камбарского МР                                    | до 2012: поссовет                                               |
| 33  | Бородулинский        | Шарканский       | СП Бородулинское Шарканского МР                                 |                                                                 |
| 34  | Боярский             | Каракулинский    | СП Боярское Каракулинского МР                                   |                                                                 |
| 35  | Брызгаловский        | Вавожский        | СП Брызгаловское Вавожского МР                                  |                                                                 |
| 36  | Булайский            | Увинский         | СП Булайское Увинского МР                                       |                                                                 |
| 37  | Бурановский          | Малопургинский   | СП Бурановское Малопургинского МР                               |                                                                 |
| 38  | Быгинский            | Шарканский       | СП Быгинское Шарканского МР                                     |                                                                 |
| 39  | Быргындинский        | Каракулинский    | СП Быргындинское Каракулинского МР                              |                                                                 |
| 40  | Вавожский            | Вавожский        | СП Вавожское Вавожского МР                                      |                                                                 |
| 41  | Валамазский          | Красногорский    | СП Валамаз Красногорского МР                                    | до 1992: поссовет                                               |
| 42  | Валамазский          | Селтинский       | СП Валамазское Селтинского МР                                   |                                                                 |
| 43  | Варавайский          | Якшур-Бодьинский | СП Варавайское Якшур-Бодьинского МР                             |                                                                 |
| 44  | Вараксинский         | Завьяловский     | СП Вараксинское Завьяловского МР                                |                                                                 |
| 45  | Варзи-Ятчинский      | Алнашский        | СП Варзи-Ятчинское Алнашского МР                                |                                                                 |
| 46  | Васильевский         | Кизнерский       | СП Верхнебемыжское, Старокармыжское Кизнерского МР              |                                                                 |
| 47  | Васильевский         | Красногорский    | СП Васильевское Красногорского МР                               |                                                                 |
| 48  | Васькинский          | Сюмсинский       | СП Васькинское Сюмсинского МР                                   |                                                                 |
| 49  | Верх-Люкинский       | Балезинский      | СП Верх-Люкинское Балезинского МР                               |                                                                 |
| 50  | Верх-Унинский        | Юкаменский       | СП Верх-Унинское Юкаменского МР                                 |                                                                 |
| 51  | Верхнебемыжский      | Кизнерский       | СП Верхнебемыжское Кизнерского МР                               | в 2001—2002: Верхне-Бемыжский                                   |
| 52  | Верхнебогатырский    | Глазовский       | СП Верхнебогатырское Глазовского МР                             |                                                                 |
| 53  | Верхнеигринский      | Граховский       | СП Верхнеигринское Граховского МР                               |                                                                 |
| 54  | Верхнеталицкий       | Воткинский       | СП Верхнеталицкое Воткинского МР                                |                                                                 |
| 55  | Водзимоньинский      | Вавожский        | СП Водзимоньинское Вавожского МР                                |                                                                 |
| 56  | Воегуртский          | Балезинский      | СП Воегуртское, Кожильское Балезинского МР                      |                                                                 |
| 57  | Волипельгинский      | Вавожский        | СП Волипельгинское Вавожского МР                                |                                                                 |
| 58  | Вортчинский          | Шарканский       | СП Вортчинское Шарканского МР                                   |                                                                 |
| 59  | Ворцинский           | Ярский           | СП Ворцинское Ярского МР                                        |                                                                 |
| 60  | Вятский              | Каракулинский    | СП Вятское Каракулинского МР                                    |                                                                 |
| 61  | Гавриловский         | Воткинский       | СП Гавриловское Воткинского МР                                  |                                                                 |
| 62  | Галановский          | Каракулинский    | СП Галановское Каракулинского МР                                |                                                                 |
| 63  | Гольянский           | Завьяловский     | СП Гольянское Завьяловского МР                                  |                                                                 |
| 64  | Горнякский           | Можгинский       | СП Горнякское Можгинского МР                                    |                                                                 |
| 65  | Граховский           | Граховский       | СП Граховское Граховского МР                                    |                                                                 |
| 66  | Гулёковский          | Глазовский       | СП Гулёковское Глазовского МР                                   |                                                                 |
| 67  | Гурезь-Пудгинский    | Вавожский        | СП Гурезь-Пудгинское Вавожского МР                              |                                                                 |
| 68  | Гуринский            | Сюмсинский       | СП Гуринское Сюмсинского МР                                     |                                                                 |
| 69  | Гуртлудский          | Сюмсинский       | СП Гуртлудское Сюмсинского МР                                   |                                                                 |
| 70  | Гыбданский           | Кизнерский       | СП Старокопкинское Кизнерского МР                               |                                                                 |
| 71  | Гыинский             | Кезский          | СП Гыинское Кезского МР                                         |                                                                 |
| 72  | Дебёсский            | Дебёсский        | СП Дебёсское Дебёсского МР                                      |                                                                 |
| 73  | Дёбинский            | Красногорский    | СП Дебинское Красногорского МР                                  |                                                                 |
| 74  | Девятовский          | Сарапульский     | СП Девятовское Сарапульского МР                                 |                                                                 |
| 75  | Дизьминский          | Ярский           | СП Бармашурское, Дизьминское Ярского МР                         |                                                                 |
| 76  | Дмитрошурский        | Сюмсинский       | СП Дмитрошурское Сюмсинского МР                                 |                                                                 |
| 77  | Дондыкарский         | Глазовский       | СП Верхнебогатырское Глазовского МР                             |                                                                 |
| 78  | Дулесовский          | Сарапульский     | СП Дулесовское Сарапульского МР                                 |                                                                 |
| 79  | Ёжевский             | Юкаменский       | СП Ёжевское Юкаменского МР                                      |                                                                 |
| 80  | Еловский             | Ярский           | СП Еловское Ярского МР                                          |                                                                 |
| 81  | Ермолаевский         | Киясовский       | СП Ермолаевское Киясовского МР                                  |                                                                 |
| 82  | Ертемский            | Юкаменский       | СП Ертемское Юкаменского МР                                     |                                                                 |
| 83  | Ершовский            | Камбарский       | СП Ершовское Камбарского МР                                     |                                                                 |
| 84  | Жужгесский           | Увинский         | СП Жужгесское Увинского МР                                      |                                                                 |
| 85  | Завьяловский         | Завьяловский     | СП Завьяловское Завьяловского МР                                |                                                                 |
| 86  | Заречно-Медлинский   | Дебёсский        | СП Заречномедлинское Дебёсского МР                              |                                                                 |
| 87  | Засековский          | Юкаменский       | СП Засековское Юкаменского МР                                   |                                                                 |
| 88  | Золотарёвский        | Глазовский       | СП Понинское Глазовского МР                                     |                                                                 |
| 89  | Зуринский            | Игринский        | СП Зуринское Игринского МР                                      |                                                                 |
| 90  | Зюзинский            | Шарканский       | СП Зюзинское Шарканского МР                                     |                                                                 |
| 91  | Зюинский             | Ярский           | СП Зюинское Ярского МР                                          |                                                                 |
| 92  | Зямбайгуртский       | Вавожский        | СП Зямбайгуртское Вавожского МР                                 |                                                                 |
| 93  | Иваново-Самарский    | Малопургинский   | СП Иваново-Самарское Малопургинского МР                         |                                                                 |
| 94  | Игринский            | Игринский        | СП Игринское Игринского МР                                      | до 2012: поссовет                                               |
| 95  | Ильдибаевский        | Киясовский       | СП Ильдибаевское Киясовского МР                                 |                                                                 |
| 96  | Ильинский            | Каракулинский    | СП Каракулинское Каракулинского МР                              |                                                                 |
| 97  | Ильинский            | Малопургинский   | СП Ильинское Малопургинского МР                                 |                                                                 |
| 98  | Исаковский           | Балезинский      | СП Исаковское Балезинского МР                                   |                                                                 |
| 99  | Италмасовский        | Завьяловский     | СП Италмасовское Завьяловского МР                               |                                                                 |
| 100 | Июльский             | Воткинский       | СП Июльское Воткинского МР                                      |                                                                 |
| 101 | Кабалудский          | Кезский          | СП Кабалудское Кезского МР                                      |                                                                 |
| 102 | Кабачигуртский       | Игринский        | СП Кабачигуртское Игринского МР                                 |                                                                 |
| 103 | Казаковский          | Ярский           | СП Казаковское Ярского МР                                       |                                                                 |
| 104 | Казмасский           | Завьяловский     | СП Казмасское Завьяловского МР                                  |                                                                 |
| 105 | Какможский           | Вавожский        | СП Какможское Вавожского МР                                     |                                                                 |
| 106 | Каменно-Задельский   | Балезинский      | СП Каменно-Задельское Балезинского МР                           |                                                                 |
| 107 | Каменский            | Граховский       | СП Каменское Граховского МР                                     |                                                                 |
| 108 | Каменский            | Завьяловский     | СП Каменское Завьяловского МР                                   |                                                                 |
| 109 | Камский              | Воткинский       | СП Камское Воткинского МР                                       | до 2012: поссовет                                               |
| 110 | Камский              | Камбарский       | СП Камское Камбарского МР                                       |                                                                 |
| 111 | Каракулинский        | Каракулинский    | СП Каракулинское Каракулинского МР                              |                                                                 |
| 112 | Карамас-Пельгинский  | Киясовский       | СП Карамас-Пельгинское Киясовского МР                           |                                                                 |
| 113 | Каркалайский         | Увинский         | СП Каркалайское Увинского МР                                    |                                                                 |
| 114 | Карсашурский         | Шарканский       | СП Карсашурское Шарканского МР                                  |                                                                 |
| 115 | Карсовайский         | Балезинский      | СП Карсовайское Балезинского МР                                 |                                                                 |
| 116 | Качкаршурский        | Глазовский       | СП Качкашурское Глазовского МР                                  |                                                                 |
| 117 | Кварсинский          | Воткинский       | СП Кварсинское Воткинского МР                                   |                                                                 |
| 118 | Кватчинский          | Можгинский       | СП Кватчинское Можгинского МР                                   |                                                                 |
| 119 | Кезский              | Кезский          | СП Кезское Кезского МР                                          | до 2008: поссовет                                               |
| 120 | Кекоранский          | Якшур-Бодьинский | СП Кекоранское Якшур-Бодьинского МР                             |                                                                 |
| 121 | Кестымский           | Балезинский      | СП Кестымское Балезинского МР                                   |                                                                 |
| 122 | Кечевский            | Малопургинский   | СП Кечевское Малопургинского МР                                 |                                                                 |
| 123 | Кигбаевский          | Сарапульский     | СП Кигбаевское Сарапульского МР                                 |                                                                 |
| 124 | Кизнерский           | Кизнерский       | СП Кизнерское Кизнерского МР                                    | до 2012: поссовет                                               |
| 125 | Кильмезский          | Селтинский       | СП Кильмезское Селтинского МР                                   |                                                                 |
| 126 | Кильмезский          | Сюмсинский       | СП Кильмезское Сюмсинского МР                                   | до 1992: поссовет                                               |
| 127 | Киршонский           | Балезинский      | СП Киршонское Балезинского МР                                   |                                                                 |
| 128 | Кияикский            | Завьяловский     | СП Кияикское Завьяловского МР                                   |                                                                 |
| 129 | Киясовский           | Киясовский       | СП Киясовское Киясовского МР                                    |                                                                 |
| 130 | Ключевский           | Кезский          | СП Ключевское Кезского МР                                       |                                                                 |
| 131 | Кожильский           | Балезинский      | СП Кожильское Балезинского МР                                   |                                                                 |
| 132 | Кожильский           | Глазовский       | СП Кожильское Глазовского МР                                    |                                                                 |
| 133 | Кокманский           | Красногорский    | СП Кокман Красногорского МР                                     |                                                                 |
| 134 | Колесниковский       | Каракулинский    | СП Колесниковское Каракулинского МР                             |                                                                 |
| 135 | Колесурский          | Селтинский       | СП Колесурское Селтинского МР                                   |                                                                 |
| 136 | Комсомольский        | Игринский        | СП Комсомольское Игринского МР                                  |                                                                 |
| 137 | Копкинский           | Селтинский       | СП Копкинское Селтинского МР                                    |                                                                 |
| 138 | Короленковский       | Кизнерский       | СП Короленковское Кизнерского МР                                |                                                                 |
| 139 | Котегуртский         | Дебёсский        | СП Котегуртское Дебёсского МР                                   |                                                                 |
| 140 | Котловский           | Граховский       | СП Котловское Граховского МР                                    |                                                                 |
| 141 | Кочишевский          | Глазовский       | СП Ураковское Глазовского МР                                    |                                                                 |
| 142 | Красногорский        | Красногорский    | СП Красногорское Красногорского МР                              |                                                                 |
| 143 | Красный              | Увинский         | СП Красносельское Увинского МР                                  |                                                                 |
| 144 | Крымско-Слудский     | Кизнерский       | СП Крымско-Слудское Кизнерского МР                              |                                                                 |
| 145 | Кузебаевский         | Алнашский        | СП Кузебаевское Алнашского МР                                   |                                                                 |
| 146 | Кузьминский          | Кезский          | СП Кузьминское Кезского МР                                      |                                                                 |
| 147 | Кукуевский           | Воткинский       | СП Кукуевское Воткинского МР                                    |                                                                 |
| 148 | Кулигинский          | Кезский          | СП Кулигинское Кезского МР                                      |                                                                 |
| 149 | Кулюшевский          | Каракулинский    | СП Кулюшевское Каракулинского МР                                |                                                                 |
| 150 | Кулябинский          | Увинский         | СП Кулябинское Увинского МР                                     |                                                                 |
| 151 | Куреговский          | Глазовский       | СП Куреговское Глазовского МР                                   |                                                                 |
| 152 | Курьинский           | Красногорский    | СП Курьинское Красногорского МР                                 |                                                                 |
| 153 | Кушьинский           | Игринский        | СП Кушьинское Игринского МР                                     |                                                                 |
| 154 | Кыйлудский           | Увинский         | СП Кыйлудское Увинского МР                                      |                                                                 |
| 155 | Кыквинский           | Шарканский       | СП Кыквинское Шарканского МР                                    |                                                                 |
| 156 | Лака-Тыжминский      | Кизнерский       | СП Кизнерское, Ягульское Кизнерского МР                         |                                                                 |
| 157 | Липовский            | Кизнерский       | СП Липовское, Ягульское Кизнерского МР                          | до 2012: Кизнерский                                             |
| 158 | Лозинский            | Игринский        | СП Лозинское Игринского МР                                      |                                                                 |
| 159 | Лозо-Люкский         | Игринский        | СП Лозо-Люкское Игринского МР                                   | до 2004: Ключевский                                             |
| 160 | Лолошур-Возжинский   | Граховский       | СП Лолошур-Возжинское Граховского МР                            |                                                                 |
| 161 | Лонки-Ворцинский     | Игринский        | СП Лонки-Ворцинское Игринского МР                               |                                                                 |
| 162 | Лутохинский          | Киясовский       | СП Лутохинское Киясовского МР                                   |                                                                 |
| 163 | Лынгинский           | Якшур-Бодьинский | СП Лынгинское Якшур-Бодьинского МР                              |                                                                 |
| 164 | Люкский              | Балезинский      | СП Люкское Балезинского МР                                      |                                                                 |
| 165 | Люкский              | Завьяловский     | СП Люкское Завьяловского МР                                     |                                                                 |
| 166 | Люмский              | Глазовский       | СП Верхнебогатырское Глазовского МР                             |                                                                 |
| 167 | Ляльшурский          | Шарканский       | СП Ляльшурское Шарканского МР                                   |                                                                 |
| 168 | Мазунинский          | Сарапульский     | СП Мазунинское Сарапульского МР                                 |                                                                 |
| 169 | Маловоложикьинский   | Можгинский       | СП Маловоложикьинское Можгинского МР                            | до 2004: Маловаложикьинский                                     |
| 170 | Малокалмашинский     | Каракулинский    | СП Малокалмашинское Каракулинского МР                           | до 2003: Большекалмашинский                                     |
| 171 | Малопургинский       | Малопургинский   | СП Малопургинское Малопургинского МР                            |                                                                 |
| 172 | Мельниковский        | Можгинский       | СП Мельниковское Можгинского МР                                 |                                                                 |
| 173 | Михайловский         | Камбарский       | СП Михайловское Камбарского МР                                  |                                                                 |
| 174 | Мишкинский           | Шарканский       | СП Мишкинское Шарканского МР                                    |                                                                 |
| 175 | Можгинский           | Можгинский       | СП Можгинское Можгинского МР                                    |                                                                 |
| 176 | Мостовинский         | Сарапульский     | СП Мостовинское Сарапульского МР                                |                                                                 |
| 177 | Муважинский          | Алнашский        | СП Муважинское Алнашского МР                                    |                                                                 |
| 178 | Мужберский           | Игринский        | СП Мужберское Игринского МР                                     |                                                                 |
| 179 | Муки-Каксинский      | Сюмсинский       | СП Муки-Каксинское Сюмсинского МР                               |                                                                 |
| 180 | Мукшинский           | Якшур-Бодьинский | СП Мукшинское Якшур-Бодьинского МР                              |                                                                 |
| 181 | Муркозь-Омгинский    | Кизнерский       | СП Муркозь-Омгинское Кизнерского МР                             |                                                                 |
| 182 | Мушаковский          | Киясовский       | СП Мушаковское Киясовского МР                                   |                                                                 |
| 183 | Мушковайский         | Увинский         | СП Мушковайское Увинского МР                                    |                                                                 |
| 184 | Мысовский            | Кезский          | СП Мысовское Кезского МР                                        |                                                                 |
| 185 | Нефтебазинский       | Камбарский       | СП Нефтебазинское Камбарского МР                                |                                                                 |
| 186 | Нечкинский           | Сарапульский     | СП Нечкинское Сарапульского МР                                  |                                                                 |
| 187 | Нижнекиварский       | Шарканский       | СП Нижнекиварское Шарканского МР                                |                                                                 |
| 188 | Нижнепыхтинский      | Дебёсский        | СП Нижнепыхтинское Дебёсского МР                                |                                                                 |
| 189 | Нижнеюринский        | Малопургинский   | СП Нижнеюринское Малопургинского МР                             |                                                                 |
| 190 | Никольский           | Ярский           | СП Уканское Ярского МР                                          |                                                                 |
| 191 | Нововолковский       | Воткинский       | СП Нововолковское Воткинского МР                                | до 2012: поссовет                                               |
| 192 | Новогорский          | Граховский       | СП Новогорское Граховского МР                                   |                                                                 |
| 193 | Новозятцинский       | Игринский        | СП Новозятцинское Игринского МР                                 |                                                                 |
| 194 | Новомоньинский       | Селтинский       | СП Новомоньинское Селтинского МР                                |                                                                 |
| 195 | Новомултанский       | Увинский         | СП Новомултанское Увинского МР                                  |                                                                 |
| 196 | Новоунтемский        | Кезский          | СП Новоунтемское Кезского МР                                    |                                                                 |
| 197 | Норьинский           | Малопургинский   | СП Норьинское Малопургинского МР                                |                                                                 |
| 198 | Нылгинский           | Увинский         | СП Нылгинское Увинского МР                                      |                                                                 |
| 199 | Нынекский            | Можгинский       | СП Нынекское Можгинского МР                                     |                                                                 |
| 200 | Ныргындинский        | Каракулинский    | СП Ныргындинское Каракулинского МР                              |                                                                 |
| 201 | Нышинский            | Можгинский       | СП Нышинское Можгинского МР                                     |                                                                 |
| 202 | Нюрдор-Котьинский    | Вавожский        | СП Нюрдор-Котьинское Вавожского МР                              |                                                                 |
| 203 | Областновский        | Увинский         | СП Мушковайское Увинского МР                                    |                                                                 |
| 204 | Октябрьский          | Глазовский       | СП Октябрьское Глазовского МР                                   |                                                                 |
| 205 | Октябрьский          | Завьяловский     | СП Октябрьское Завьяловского МР                                 |                                                                 |
| 206 | Октябрьский          | Сарапульский     | СП Октябрьское Сарапульского МР                                 | до 2001: в подчинении города республиканского значения Сарапула |
| 207 | Орловский            | Сюмсинский       | СП Орловское Сюмсинского МР                                     | до 2004: Зонский                                                |
| 208 | Пазяльский           | Можгинский       | СП Пазяльское Можгинского МР                                    |                                                                 |
| 209 | Палагинский          | Юкаменский       | СП Палагайское Юкаменского МР                                   |                                                                 |
| 210 | Парзинский           | Глазовский       | СП Парзинское Глазовского МР                                    |                                                                 |
| 211 | Первомайский         | Воткинский       | СП Первомайское Воткинского МР                                  |                                                                 |
| 212 | Первомайский         | Завьяловский     | СП Первомайское Завьяловского МР                                |                                                                 |
| 213 | Первомайский         | Киясовский       | СП Первомайское Киясовского МР                                  |                                                                 |
| 214 | Перевозинский        | Воткинский       | СП Перевозинское Воткинского МР                                 |                                                                 |
| 215 | Петропавловский      | Увинский         | СП Петропавловское Увинского МР                                 |                                                                 |
| 216 | Петуневский          | Шарканский       | СП Заречно-Вишурский Шарканского МР                             |                                                                 |
| 217 | Пинязский            | Каракулинский    | СП Пинязьское Каракулинского МР                                 |                                                                 |
| 218 | Пироговский          | Завьяловский     | СП Пироговское Завьяловского МР                                 |                                                                 |
| 219 | Писеевский           | Алнашский        | СП Писеевское Алнашского МР                                     |                                                                 |
| 220 | Подгорновский        | Киясовский       | СП Подгорновское Киясовского МР                                 |                                                                 |
| 221 | Подшиваловский       | Завьяловский     | СП Подшиваловское Завьяловского МР                              |                                                                 |
| 222 | Поломский            | Кезский          | СП Поломское Кезского МР                                        |                                                                 |
| 223 | Понинский            | Глазовский       | СП Понинское Глазовского МР                                     |                                                                 |
| 224 | Порозовский          | Шарканский       | СП Порозовское Шарканского МР                                   |                                                                 |
| 225 | Поршур-Туклинский    | Увинский         | СП Поршур-Туклинское Увинского МР                               |                                                                 |
| 226 | Порымозаречный       | Граховский       | СП Порымозаречное Граховского МР                                |                                                                 |
| 227 | Постольский          | Малопургинский   | СП Постольское, Яганское Малопургинского МР                     |                                                                 |
| 228 | Прохоровский         | Красногорский    | СП Прохоровское Красногорского МР                               |                                                                 |
| 229 | Пугачёвский          | Малопургинский   | СП Пугачёвское Малопургинского МР                               | до 1995: поссовет                                               |
| 230 | Пудемский, поссовет  | Ярский           | СП Пудемское Ярского МР                                         |                                                                 |
| 231 | Пушкарёвский         | Якшур-Бодьинский | СП Пушкарёвское Якшур-Бодьинского МР                            |                                                                 |
| 232 | Пыбьинский           | Балезинский      | СП Пыбьинское Балезинского МР                                   |                                                                 |
| 233 | Пычасский            | Можгинский       | СП Пычасское Можгинского МР                                     | до 1997: поссовет                                               |
| 234 | Пышкетский           | Юкаменский       | СП Пышкетское Юкаменского МР                                    |                                                                 |
| 235 | Ромашкинский         | Алнашский        | СП Ромашкинское Алнашского МР                                   |                                                                 |
| 236 | Саркузский           | Кизнерский       | СП Саркузское Кизнерского МР                                    |                                                                 |
| 237 | Светлянский          | Воткинский       | СП Светлянское Воткинского МР                                   |                                                                 |
| 238 | Северный             | Сарапульский     | СП Северное Сарапульского МР                                    |                                                                 |
| 239 | Селтинский           | Селтинский       | СП Колесурское, Селтинское Селтинского МР                       |                                                                 |
| 240 | Селычинский          | Якшур-Бодьинский | СП Селычинское Якшур-Бодьинского МР                             |                                                                 |
| 241 | Сепский              | Игринский        | СП Сепское Игринского МР                                        |                                                                 |
| 242 | Сергинский           | Балезинский      | СП Сергинское Балезинского МР                                   |                                                                 |
| 243 | Сигаевский           | Сарапульский     | СП Сигаевское, Усть-Сарапульское Сарапульского МР               |                                                                 |
| 244 | Сосновоборский       | Кезский          | СП Сосновоборское Кезского МР                                   |                                                                 |
| 245 | Сосновский           | Шарканский       | СП Сосновское Шарканского МР                                    |                                                                 |
| 246 | Среднепостольский    | Завьяловский     | СП Среднепостольское Завьяловского МР                           |                                                                 |
| 247 | Старободьинский      | Кизнерский       | СП Старободьинское Кизнерского МР                               |                                                                 |
| 248 | Старозятцинский      | Якшур-Бодьинский | СП Старозятцинское Якшур-Бодьинского МР                         |                                                                 |
| 249 | Старокармыжский      | Кизнерский       | СП Старокармыжское Кизнерского МР                               |                                                                 |
| 250 | Старокопкинский      | Кизнерский       | СП Старокопкинское Кизнерского МР                               |                                                                 |
| 251 | Старокычский         | Дебёсский        | СП Старокычское Дебёсского МР                                   |                                                                 |
| 252 | Старомоньинский      | Малопургинский   | СП Старомоньинское Малопургинского МР                           |                                                                 |
| 253 | Староутчанский       | Алнашский        | СП Староутчанское Алнашского МР                                 |                                                                 |
| 254 | Староятчинский       | Граховский       | СП Староятчинское Граховского МР                                |                                                                 |
| 255 | Степанёнский         | Кезский          | СП Степанёнское Кезского МР                                     |                                                                 |
| 256 | Сундурский           | Игринский        | СП Сундурское Игринского МР                                     |                                                                 |
| 257 | Суроновский          | Шарканский       | СП Мувырское Шарканского МР                                     |                                                                 |
| 258 | Сюгаильский          | Можгинский       | СП Сюгаильское Можгинского МР                                   |                                                                 |
| 259 | Сюмсинский           | Сюмсинский       | СП Сюмсинское Сюмсинского МР                                    |                                                                 |
| 260 | Сюрзинский           | Кезский          | СП Сюрзинское Кезского МР                                       |                                                                 |
| 261 | Сюрногуртский        | Дебёсский        | СП Сюрногуртское Дебёсского МР                                  |                                                                 |
| 262 | Сюромошурский        | Селтинский       | СП Сюромошурское Селтинского МР                                 |                                                                 |
| 263 | Сюрсовайский         | Шарканский       | СП Сюрсовайское Шарканского МР                                  |                                                                 |
| 264 | Сям-Можгинский       | Увинский         | СП Сям-Можгинское Увинского МР                                  |                                                                 |
| 265 | Тарасовский          | Сарапульский     | СП Тарасовское Сарапульского МР                                 |                                                                 |
| 266 | Техникумовский       | Алнашский        | СП Техникумовское Алнашского МР                                 |                                                                 |
| 267 | Тольенский           | Дебёсский        | СП Тольенское Дебёсского МР                                     |                                                                 |
| 268 | Турецкий             | Балезинский      | СП Турецкое Балезинского МР                                     |                                                                 |
| 269 | Тыловайский          | Дебёсский        | СП Тыловайское Дебёсского МР                                    |                                                                 |
| 270 | Тыловыл-Пельгинский  | Вавожский        | СП Тыловыл-Пельгинское Вавожского МР                            |                                                                 |
| 271 | Ува-Туклинский       | Увинский         | СП Ува-Туклинское Увинского МР                                  |                                                                 |
| 272 | Увинский             | Увинский         | СП Увинское Увинского МР                                        | до 2012: поссовет                                               |
| 273 | Удмурт-Тоймобашский  | Алнашский        | СП Удмурт-Тоймобашское Алнашского МР                            |                                                                 |
| 274 | Удугучинский         | Увинский         | СП Удугучинское Увинского МР                                    |                                                                 |
| 275 | Узей-Туклинский      | Увинский         | СП Поршур-Туклинское Увинского МР                               |                                                                 |
| 276 | Узинский             | Селтинский       | СП Узинское Селтинского МР                                      |                                                                 |
| 277 | Уйвайский            | Дебёсский        | СП Уйвайское Дебёсского МР                                      |                                                                 |
| 278 | Уканский             | Ярский           | СП Уканское Ярского МР                                          |                                                                 |
| 279 | Ураковский           | Глазовский       | СП Ураковское Глазовского МР                                    |                                                                 |
| 280 | Уральский            | Сарапульский     | СП Уральское Сарапульского МР                                   |                                                                 |
| 281 | Уромский             | Малопургинский   | СП Уромское Малопургинского МР                                  |                                                                 |
| 282 | Усть-Сарапульский    | Сарапульский     | СП Усть-Сарапульское Сарапульского МР                           |                                                                 |
| 283 | Факельский, поссовет | Игринский        | СП Факельское Игринского МР                                     |                                                                 |
| 284 | Халдинский           | Селтинский       | СП Халдинское Селтинского МР                                    |                                                                 |
| 285 | Хохряковский         | Завьяловский     | СП Хохряковское Завьяловского МР                                |                                                                 |
| 286 | Чегандинский         | Каракулинский    | СП Чегандинское Каракулинского МР                               |                                                                 |
| 287 | Чеканский            | Увинский         | СП Чеканское Увинского МР                                       |                                                                 |
| 288 | Чепецкий             | Кезский          | СП Чепецкое Кезского МР                                         |                                                                 |
| 289 | Чернушинский         | Якшур-Бодьинский | СП Чернушинское Якшур-Бодьинского МР                            |                                                                 |
| 290 | Чистостемский        | Увинский         | СП Чистостемское Увинского МР                                   |                                                                 |
| 291 | Чуринский            | Глазовский       | СП Кожильское Глазовского МР                                    |                                                                 |
| 292 | Чуровский            | Якшур-Бодьинский | СП Чуровское Якшур-Бодьинского МР                               | до 1991: поссовет                                               |
| 293 | Чутырский            | Игринский        | СП Чутырское Игринского МР                                      |                                                                 |
| 294 | Шабердинский         | Завьяловский     | СП Шабердинское Завьяловского МР                                |                                                                 |
| 295 | Шадринский           | Сарапульский     | СП Шадринское Сарапульского МР                                  |                                                                 |
| 296 | Шамардановский       | Юкаменский       | СП Шамардановское Юкаменского МР                                |                                                                 |
| 297 | Шарканский           | Шарканский       | СП Шарканское Шарканского МР                                    |                                                                 |
| 298 | Шевыряловский        | Сарапульский     | СП Шевыряловское Сарапульского МР                               |                                                                 |
| 299 | Шольинский           | Камбарский       | СП Шольинское Камбарского МР                                    |                                                                 |
| 300 | Штанигуртский        | Глазовский       | СП Гулёковское, Штанигуртское Глазовского МР                    |                                                                 |
| 301 | Эркешевский          | Балезинский      | СП Эркешевское Балезинского МР                                  |                                                                 |
| 302 | Юкаменский           | Юкаменский       | СП Юкаменское Юкаменского МР                                    |                                                                 |
| 303 | Юндинский            | Балезинский      | СП Юндинское Балезинского МР                                    |                                                                 |
| 304 | Юринский             | Сарапульский     | СП Юринское Сарапульского МР                                    |                                                                 |
| 305 | Юрский               | Ярский           | СП Уканское Ярского МР                                          |                                                                 |
| 306 | Юскинский            | Кезский          | СП Юскинское Кезского МР                                        |                                                                 |
| 307 | Юськинский           | Завьяловский     | СП Совхозное Завьяловского МР                                   |                                                                 |
| 308 | Яганский             | Малопургинский   | СП Яганское Малопургинского МР                                  |                                                                 |
| 309 | Ягульский            | Завьяловский     | СП Ягульское Завьяловского МР                                   |                                                                 |
| 310 | Ягульский            | Кизнерский       | СП Ягульское Кизнерского МР                                     |                                                                 |
| 311 | Якшур-Бодьинский     | Якшур-Бодьинский | СП Якшур-Бодьинское Якшур-Бодьинского МР                        |                                                                 |
| 312 | Якшурский            | Завьяловский     | СП Якшурское Завьяловского МР                                   |                                                                 |
| 313 | Якшурский            | Якшур-Бодьинский | СП Якшурское Якшур-Бодьинского МР                               |                                                                 |
| 314 | Ярский               | Ярский           | СП Бармашурское, Ярское Ярского МР                              | до 2010: поссовет                                               |

### Упразднённые сельсоветы
С 1 января 2006 года были упразднены некоторые сельсоветы.
| №  | Сельсовет           | Район      | Комментарий                                                                                     |
| -- | ------------------- | ---------- | ----------------------------------------------------------------------------------------------- |
| 1  | Абросятский         | Кезский    | объединён со Степанёнским сельсоветом                                                           |
| 2  | Большекезский       | Кезский    | разделён между Кезским поссоветом и новообразованными Ключевским и Сосновоборским сельсоветами  |
| 3  | Верхнечеткерский    | Дебёсский  | с.н.п. включены в новообразованный Старокычский сельсовет                                       |
| 4  | Вылынгуртский       | Сюмсинский | объединён с Сюмсинским сельсоветом                                                              |
| 5  | Гобгуртский         | Селтинский | объединён с Новомоньинским сельсоветом                                                          |
| 6  | Зареченский         | Граховский | объединён с Порымовским в Порымозаречный сельсовет                                              |
| 7  | Игринский           | Игринский  | разделён на Лонки-Ворцинский и Сундурский сельсоветы                                            |
| 8  | Камский, поссовет   | Камбарский | разделён на Камский, Нефтебазинский и Шольинский сельсоветы                                     |
| 9  | Макаровский         | Граховский | с.н.п. включены в состав Новогорского (2004) и новообразованного Котловского (2006) сельсоветов |
| 10 | Пажманский          | Кезский    | с.н.п. включены в новообразованный Ключевский сельсовет                                         |
| 11 | Порымский           | Граховский | объединён с Зареченским в Порымозаречный сельсовет                                              |
| 12 | Пужмезский          | Кезский    | с.н.п. включены в новообразованный Ключевский сельсовет                                         |
| 13 | Пычасский, поссовет | Можгинский | разделён между новообразованным Горнякским и Пычасским сельсоветами                             |
| 14 | Стеньгурский        | Кезский    | с.н.п. включены в новообразованный Сосновоборский сельсовет                                     |
| 15 | Сыгинский           | Кезский    | с.н.п. включены в новообразованный Сосновоборский сельсовет                                     |
| 16 | Такагуртский        | Дебёсский  | с.н.п. включены в новообразованный Старокычский сельсовет                                       |
| 17 | Тортымский          | Кезский    | объединён с Удмурт-Зязьгорским в Сюрзинский сельсовет                                           |
| 18 | Удмурт-Зязьгорский  | Кезский    | объединён с Тортымским в Сюрзинский сельсовет                                                   |
| 19 | Уть-Сюмсинский      | Селтинский | объединён с Копкинским сельсоветом                                                              |
| 20 | Югдонский           | Селтинский | разделён между новообразованным Кильмезским и Сюромошурским сельсоветами                        |

В 2017 году были упразднены 6 сельсоветов Можгинского и 2 сельсовета Сарапульского районов.
| № | Сельсовет          | Район        | Соответствие на уровне муниципального устройства          | Комментарий                              |
| - | ------------------ | ------------ | --------------------------------------------------------- | ---------------------------------------- |
| 1 | Александровский    | Можгинский   | СП Александровское, с 2016 Можгинское Можгинского МР      | объединён с Можгинским сельсоветом       |
| 2 | Большесибинский    | Можгинский   | СП Большесибинское, с 2016 Можгинское Можгинского МР      | объединён с Можгинским сельсоветом       |
| 3 | Верхнеюринский     | Можгинский   | СП Верхнеюринское, с 2016 Большекибьинское Можгинского МР | объединён с Большекибьинским сельсоветом |
| 4 | Люгинский          | Можгинский   | СП Люгинское, с 2016 Большепудгинское Можгинского МР      | объединён с Большепудгинским сельсоветом |
| 5 | Оленье-Болотинский | Сарапульский | СП Оленье Болото, с 2016 Мостовинское Сарапульского МР    | объединён с Мостовинским сельсоветом     |
| 6 | Соколовский        | Сарапульский | СП Соколовское, с 2016 Тарасовское Сарапульского МР       | объединён с Тарасовским сельсоветом      |
| 7 | Старокаксинский    | Можгинский   | СП Старокаксинское, с 2016 Можгинское Можгинского МР      | объединён с Можгинским сельсоветом       |
| 8 | Черёмушкинский     | Можгинский   | СП Черёмушкинское, с 2016 Горнякское Можгинского МР       | объединён с Горнякским сельсоветом       |

### Территориальные обмены
Территориальные обмены, осуществлённые с 26 октября 2004 года и с 1 января 2006 года, в том числе случаи образования новых сельсоветов.
| №  | Сельсовет           | Район          | Год       | Территориальный обмен                                                                               |
| -- | ------------------- | -------------- | --------- | --------------------------------------------------------------------------------------------------- |
| 1  | Водзимоньинский     | Вавожский      | 2006      | часть с.н.п. выделена в Зямбайгуртский сельсовет                                                    |
| 2  | Граховский          | Граховский     | 2006      | часть с.н.п. включена в новообразованный Котловский сельсовет                                       |
| 3  | Дебёсский           | Дебёсский      | 2006      | часть с.н.п. включена в Большезетымский и Тольенский сельсоветы                                     |
| 4  | Ершовский           | Камбарский     | 2006      | часть с.н.п. выделена в Борковский поссовет                                                         |
| 5  | Завьяловский        | Завьяловский   | 2004      | н.п. Дома 45 км включён в Октябрьский сельсовет                                                     |
| 6  | Зуринский           | Игринский      | 2004      | часть с.н.п. включена в Ключевский сельсовет                                                        |
| 7  | Игринский, поссовет | Игринский      | 2004      | выселок Пионерский включён в Комсомольский сельсовет                                                |
| 8  | Какможский          | Вавожский      | 2004 2006 | часть с.н.п. включена в Брызгаловский (2004) и новообразованный Нюрдор-Котьинский (2006) сельсоветы |
| 9  | Комсомольский       | Игринский      | 2004      | часть с.н.п. включена в Факельский поссовет                                                         |
| 10 | Кузебаевский        | Алнашский      | 2004      | часть с.н.п. выделена в Муважинский сельсовет                                                       |
| 11 | Кузьминский         | Кезский        | 2006      | часть с.н.п. включена в Юскинский сельсовет                                                         |
| 12 | Макаровский         | Граховский     | 2004      | 2 с.н.п. включены в Новогорский сельсовет                                                           |
| 13 | Первомайский        | Завьяловский   | 2004      | д. Кабаниха включена в Завьяловский сельсовет                                                       |
| 14 | Петуневский         | Шарканский     | 2004      | часть с.н.п. включена в Сосновский сельсовет                                                        |
| 15 | Пугачёвский         | Малопургинский | 2004      | н.п. Дома 8 км включён в Постольский сельсовет                                                      |
| 16 | Селтинский          | Селтинский     | 2006      | часть с.н.п. включена в новообразованный Кильмезский сельсовет                                      |
| 17 | Суроновский         | Шарканский     | 2004      | часть с.н.п. включена в Вортчинский сельсовет                                                       |
| 18 | Тыловайский         | Дебёсский      | 2006      | часть с.н.п. включена в новообразованный Старокычский сельсовет                                     |
| 19 | Ува-Туклинский      | Увинский       | 2004      | часть с.н.п. включена в Увинский поссовет                                                           |
| 20 | Уромский            | Малопургинский | 2004      | н.п. Дома 1079 км включён в Постольский сельсовет                                                   |
| 21 | Шамардановский      | Шарканский     | 2004      | часть с.н.п. включена в Ёжевский сельсовет                                                          |
| 22 | Ягульский           | Завьяловский   | 2004      | часть с.н.п. передана в Хохряковский и Якшурский сельсоветы                                         |